# Coppergate-Helm
Der Coppergate-Helm oder auch Yorck Helm ist ein Helm, der im Jahr 1982 in Coppergate (York) in Großbritannien bei Bauarbeiten gefunden wurde und nach seiner Bauart in die Verwandtschaft der Nordischen Kammhelme gehört. Er dürfte etwa aus der Mitte des 8. Jahrhunderts, möglicherweise auch aus dem spätesten 7. Jahrhundert stammen und ist im Yorkshire Museum in York ausgestellt.

## Beschreibung

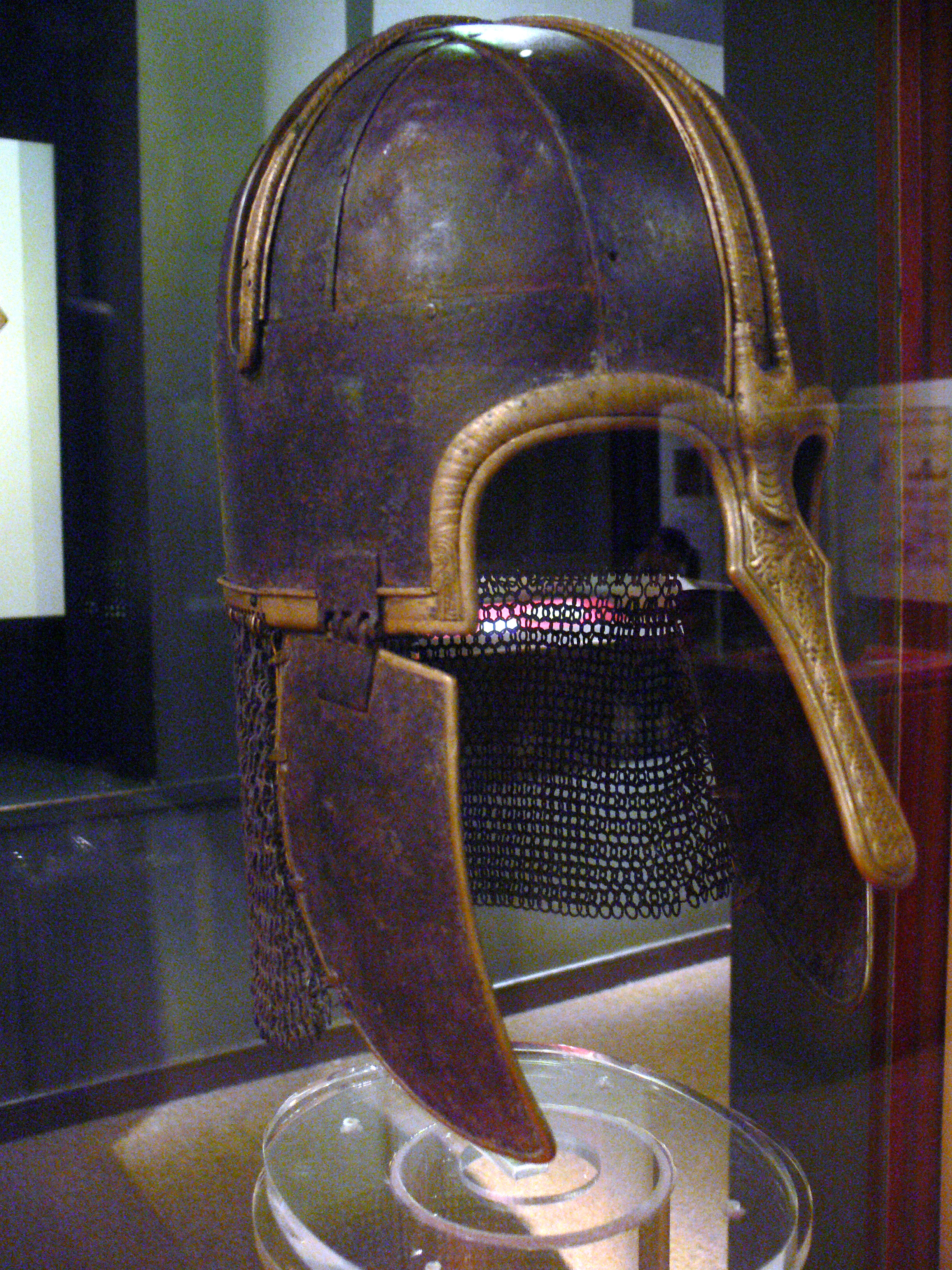
Der Helm

Der Coppergate-Helm hat eine halbrund-längliche Helmglocke, die aus Eisen besteht. Die Helmglocke ist getrieben. Über die Scheitellinie ist eine Messingleiste gelegt, die mit einem zweiten Band ein Kreuz bildet. Der untere Rand des Helmes sowie die Augenausschnitte sind ebenfalls mit einer Messingleiste umgeben. Das Naseneisen ist mit der über den Helm laufenden Leiste und den Leisten, die um die Augen laufen, fest vernietet. Es ist an der Stirn schmal, wird kurz breiter und dann wieder schmaler. Es ist nicht beweglich und leicht nach vorn gebogen. Am Übergang von der Kopfleiste zum Naseneisen ist ein Drachenkopf ausgearbeitet. Das Naseneisen und die Messingleisten sind im gesamten mit Gravuren versehen, die auf dem Naseneisen besonders kunstvoll ausgearbeitet sind. Die Wangenklappen sind durch ein Scharnier am Helm befestigt und auf der Vorderseite halbmondförmig geformt. Sie sind ebenfalls mit einer Messingleiste umgeben. Die Wangenklappen sind lang geformt und bedecken das Gesicht bis unterhalb des Kinns.
Der Helm trägt die lateinische Inschrift:
IN NOMINE : DNI : NOSTRI : IHV : SCS : SPS : DI : ET : OMNIBVS : DECEMVS : AMEN: OSHERE : XPI